# Strijela krila
Strijela krila je krilo zrakoplova zakrenuto pod određenim kutom unazad u odnosu na njegov trup. S postavljanjem krila pod određeni kut postignuto je znatno smanjenje otpora pri letu na brzinama blizu brzine zvuka i iznad te brzine a zrakoplovu je povećana lateralna stabilnost. 
Na zrakoplove koji lete manjim brzinama i kojima je za slijetanje neophodna manja brzina, krila se uglavnom ugrađuju pod pravim kutom. U novije vrijeme ovaj dizajn krila koristi se na gotovo svim mlaznim avionima, od velikih putničkih do manjih poslovnih s iznimkama sporijih mlažnjaka kao npr. A-10 Thunderbolt II.  

## Povijesni razvoj
Prvi dizajni strijela krila napravili su njemački zrakoplovni inženjeri u 1930-im. Prije Drugog svjetskog rata osmislili su glavni koncept krila te su proveli ispitivanja u aerotunelu. Cilj je bio riješiti probleme koji su postajali veći s postizanjem sve većih brzina leta. Pri malim brzinama, zrak na ravnim krilima postojećih zrakoplova nesmetano opstrujava glatko zakrivljenu površinu aeroprofila. S povećanjem brzine, na rubovima krila dolazilo je do turbulencija i s time povećanja otpora. 
Sa strijelom krila ove se turbulencije i otpor minimiziraju jer se stvara privid manje brzine leta nego što ona u stvari je. Rezultat je i ravnomjernijim protok zraka s čime je omogućeno postizanje većih brzina. Prvi avioni na kojima se pojavio ovakav dizajn krila bili su mlazni lovac Messerschmitt Me 262 i putnički DC-3. 
Nakon rata, inženjeri se suočavaju s novim problemom. Konstrukcije zrakoplova i motora dozvoljavale su sve veće brzine. Približavanjem tih brzina brzini zvuka na napadnim rubovima krila počeli su se stvarati zračni udarni valovi za čije je probijanje bila potrebna dodatna snaga. Ova pojava remetila je i pravilno obilaženje struje zraka oko aeroprofila i njeno prerano odvajanje od površine, posebno u zoni kontrolnih površina čiji rad ovisi o pravilnom opstrujavanju zraka. S avionom je u tim režimima leta bilo sve teže upravljati. Rješenje se našlo u strijela krilu s tanjim aeroprofilom s čime se u startu smanjio čeoni otpor a radi manjeg puta zračnim strujnicama iznad krila je smanjena brzina. S time je i kontrolnim površinama, radi pravilnije struje zraka, vraćena njihova funkcija. 
Isprva su na zrakoplove ugrađivana delta krila na kojima se napadni rub nalazi pod određenim kutom na trup zrakoplova dok je izlazni rub okomit na trup. Takva krila omogućavala su vrlo tanki aeroprofil jer im se manja sila uzgona kao posljedica tankog krila nadoknađivala njegovom površinom. 

## Promjenjiva geometrija krila
Trenutno najveće dostignuće je promjenjiva geometrija krila. Na ovim avionima strijela krila se mijenja ovisno o režimu leta. Pri većim brzinama krila su zabačena prema nazad pod najvećim kutom strijele kako bi stvarala što manji otpor dok su tijekom polijetanja i slijetanja postavljena gotovo okomito na trup, omogućavajući tako manju brzinu potrebnu za tu fazu leta.

## Obrnuta strijela krila
Zasebna varijacija je avion s obrnutom strijelom ka o npr. Grumman X-29.